# Arcanobacterium
Arcanobacterium ist eine Gattung schlanker, unregelmäßig geformter Stäbchenbakterien. Sie sind 0,3–0,8 µm breit und 1–5 µm lang. Ihre Enden sind teilweise keulenförmig. Sie sind unbeweglich, säureinstabil und fakultativ anaerob. Sie wachsen langsam, sind manchmal in V-Formation gelagert. Später treten vollkommene Hämolyse und teilweise kokkoide Formen auf.
A. pyogenes spielt eine wichtige Rolle als Eitererreger bei Wiederkäuern, aber auch anderen Tierarten. Mithilfe von Dippmitteln kann die Belastung des Tieres deutlich gesenkt werden.

## Arten (Auswahl)
- Arcanobacterium haemolyticum (ex Mac Lean et al. 1946) Collins et al. 1983
- Arcanobacterium pyogenes (Glage 1903) Pascual Ramos et al. 1997